# Åke Hultkrantz
Åke Hultkrantz (* 1. April 1920 in Kalmar; † 3. Oktober 2006) war ein schwedischer Religionswissenschaftler, der die Rituale und Praktiken rund um die Schamanen verschiedener Völker erforschte (→ Schamanismus, Schamanentrommel). Er lehrte an der Universität Stockholm und war dort von 1958 bis 1986 Professor und Präfekt am Religionsgeschichtlichen Institut. Seine 1953 vorgelegte Doktorarbeit schrieb er über die Vorstellungen nordamerikanischer Indianer von der Seele.
In der Buchreihe Die Religionen der Menschheit verfasste er Beiträge über die Religion der Samen und der amerikanischen Arktis. Er publizierte auch über die Orpheus-Tradition der nordamerikanischen Indianer.

## Leben und Werk
Der 1920 im schwedischen Kalmar geborene Hultkrantz nahm 1939 sein Studium der vergleichenden Religionswissenschaft, der Ethnologie und der Geschichte an der Universität Stockholm auf. 1943 graduiert, setzte er sein Ethnologiestudium fort und promovierte 1946. 1953 erlangte er einen zweiten Doktortitel in Religionswissenschaft; dazu erhielt er 1997 noch einen Ehrendoktor von der Universität Helsinki. Er unterrichtete zeitlebens an der Stockholmer Universität. Dort begann er als senior lecturer, dann als Professor für vergleichende Religion, wurde schließlich Direktor dieses Instituts. 1986 wurde er emeritiert.
Bereits 1944 und 1946 suchte er Gruppen der Saami auf, doch sein Schwerpunkt wurden die Indianer Nordamerikas, insbesondere die Shoshone in Wyoming und Idaho, die Arapaho der nördlichen Plains und die Stämme Kaliforniens.
1958 begannen seine Aufenthalte als Visiting Professor, wie etwa an der Brandeis University in Boston, der University of California in Santa Barbara (1973 bis 1990), der University of Montana Ende der 1970er Jahre, dazu kamen Aufenthalte in Budapest (1970), Wien (1973), Aberdeen (1976) sowie an anderen Hochschulen in England, Deutschland, Schweden und Finnland. 1981–1982 hielt er die Gifford Lectures in Aberdeen. Darüber hinaus besuchte er zahlreiche Amerikanistenkongresse seit 1956 sowie der Association of the History of Religion seit 1970. 1993 war er Präsident des Schamanismus-Kongresses in Budapest.
Hultkrantz begegnete den indianischen Kulturen weder mit der verbreiteten Vorstellung, sie seien dem Untergang geweiht, noch stellte er sich auf den Standpunkt der Regierungen Kanadas und der USA, sie seien minderwertig und daher durch die dominierende, von Europa inspirierte Kultur zu ersetzen. Im Gegenteil brachte er ihnen so viel Respekt entgegen, dass er von dem Schoschonen-Medizinmann John Trehero 1948 adoptiert wurde.
Allerdings wurde jüngst seinem Konzept, nach dem die indianischen Glaubensvorstellungen keine Religion, sondern eine „configuration“ in einem religiösen System darstellen, widersprochen.
Er publizierte 25 Monographien und etwa 400 Aufsätze und war Mitherausgeber zahlreicher Fachzeitschriften. Dabei wurde er von seiner Frau Geraldine Hultkrantz unterstützt.

## Veröffentlichungen (Auswahl)
- The North American Indians Orpheus Tradition. 2 Bände. Stockholm 1957.
- Bachofen an the Mother Goddess: An Appraisal after one Hundred Years. In: Ethnos. Band 26, 1961, S. 75–85.
- Ivar Paulson, Åke Hultkrantz, Karl Jettmar: Die Religionen Nordeurasiens und der amerikanischen Arktis. Die Religionen Nordeurasiens und der amerikanischen Arktis (Die Religionen der Menschheit, Band 3), Stuttgart: Kohlhammer 1962, ISBN 3-17-071051-6.
- The Religions of the American Indians, 1981 (schwedische Ausgabe 1967), ISBN 0-520-04239-5.
- The Drum in Shamanism. Some Reflections. In: Tore Ahlbäck, Jan Bergmann (Hrsg.): The Saami Shaman Drum. Based on Papers read at the Symposium on the Saami Shaman Drum held at Åbo, Finland on the 19th–20th of August 1988. Donner Institute for Research in Religious and Cultural History, Åbo 1991.
- Shamanic healing and ritual drama, New York: The Crossroad Publishing Company 1992.
  - deutsche Ausgabe: Schamanische Heilkunst und rituelles Drama. Aus dem Amerikanischen Englisch übersetzt von Konrad Dietzelbinger, 1. Aufl. 1994, 2. Aufl. Diederichs, München 1996, ISBN 3-424-01166-5 (Diederichs gelbe Reihe, Band 112).
- Soul and Native Americans. Edited with a forword by Robert Holland. Spring Publications, Woodstock, CT 1997, ISBN 0-88214-223-2 ( = Neuausgabe der Arbeit Conceptions of the soul among North American Indians. Schwedisches Ethnographisches Museum 1953).
- Das Buch der Schamanen. Band 2: Nord- und Südamerika. Aus dem Englischen übersetzt von Barbara Röhl. Ullstein, München 2002, ISBN 3-550-07558-8.